# Rhopalomeces dilaticornis
Rhopalomeces dilaticornis là một loài bọ cánh cứng trong họ Cerambycidae.